# Eddie McClintock
Edward « Eddie » McClintock, né le 27 mai 1967 à North Canton (Ohio), est un acteur et réalisateur américain.

## Biographie

### Enfance
McClintock est né à North Canton, il est le fils de Theodore « Ted » McClintock. Il s'est marié avec Lynn Sanchez en 2005, et ils ont deux fils, Jack et Max. McClintock a obtenu un diplôme en communications de l'université d'État Wright à Dayton et a également étudié le design à l'université. En 2007, il a conçu l'illustration de l'album pour « V » Is for Vagina. Il était catcheur et plus tard, un assistant de production, il a ensuite pris la décision de devenir un acteur, mais c'est à l'âge de 30 ans qu'il est apparu dans des rôles principaux.

### Carrière
McClintock a joué dans de nombreuses séries, il a travaillé sur plusieurs films de télévision, et fait plus de 45 apparitions dans plus de 25 spectacles différents. Il était un acteur sur la série télévisée Stark Raving Mad (1999-2000) avec Tony Shalhoub et Neil Patrick Harris, qui a remporté le prix People's Choice Award, mais plus tard il a été annulé. En 2006, il est apparu sur Desperate Housewives comme Frank, le père adoptif du bébé de Gabrielle et Carlos. Il est apparu comme agent spécial Tim Sullivan dans quatre épisodes de Bones en 2007. Il a également été un invité-vedette sur Sex and the City, My Boys (en), Felicity, Friends, Ned and Stacey, Less than Perfect, Better Off Ted, Un gars du Queens et d'autres show télévisé ayant eu moins de succès  comme B.S (Bording School), Adam Sullivan, Crumbs avec Fred Savage, et Say Uncle avec Teri Hatcher et Ken Olin. Il est surtout connu pour son rôle principal dans Warehouse 13 sur la chaîne Syfy.
BuddyTV l'a classé numéro 82 sur sa liste des « hommes les plus sexy de la télévision de 2011 ».
En 2022, il se lance dans la réalisation avec Miracle at Manchester et reçoit le prix du meilleur réalisateur pour son film au festival international Mirabile Dictu de 2024.

## Filmographie

### Film
| Années | Titres                | Rôles                 | Notes                                                        |
| ------ | --------------------- | --------------------- | ------------------------------------------------------------ |
| 1999   | Mumford               | Unsolved Mumford      |                                                              |
| 2000   | Screenland Drive      | Clay                  |                                                              |
| 2002   | Moving August         | August Loder          |                                                              |
| 2002   | Allumeuses !          | Michael               |                                                              |
| 2002   | Full Frontal          | Second employer virer |                                                              |
| 2009   | Pet Peeves            | Jack                  | Court-métrage                                                |
| 2011   | A Fish Story          | Eddie                 |                                                              |
| 2022   | Miracle at Manchester | Réalisateur           | Prix du meilleur réalisateur au festival 2024 Mirabile Dictu |

### Télévision
| Années      | Titres                            | Rôles                      | Notes                                                     |
| ----------- | --------------------------------- | -------------------------- | --------------------------------------------------------- |
| 1997        | Diagnosis: Murder                 | Young 'Manny'Tubbs         | A History of Murder (Une histoire de meurtre)             |
| 1997        | Ned & Stacey                      | Chazz Gordon               | 4 épisodes                                                |
| 1998–1999   | Holding the Baby                  | Jimmy Stiles               | 13 épisodes                                               |
| 1999        | Zoe, Duncan, Jack and Jane        | Vince                      | The Advice                                                |
| 1999        | Felicity                          | Ryan Crane                 | Love and Marriage                                         |
| 1999–2000   | Stark Raving Mad                  | Jake Donovan               | 22 épisodes                                               |
| 2000        | Sex and the City                  | Guy by Pool (uncredited)   | Escape from New York                                      |
| 2000        | Just Shoot Me!                    | Slam                       | The First Thanksgiving                                    |
| 2000        | Spin City                         | Robert                     | All the Wrong Moves                                       |
| 2001        | Say Uncle                         | Stu                        | Film TV                                                   |
| 2001        | Felicity                          | Ryan Crane                 | The Last Thanksgiving                                     |
| 2002        | B.S.                              | Steven Goldstein           | Film TV                                                   |
| 2002        | Glory Days                        | Leo Cochran                | The Lost Girls                                            |
| 2002        | Friends                           | Clifford 'Cliff' Burnett   | The One Where Rachel Has a Baby: Parts 1 & 2              |
| 2002        | Un gars du Queens                 | Eddie                      | Connect Four                                              |
| 2003        | Miss Match                        | Colin                      | Miss Communication unaired                                |
| 2003        | Adam Sullivan                     | Owen Harper                | 8 épisodes                                                |
| 2003        | The Pitts                         | Keith                      | Miss American Pipe                                        |
| 2003        | Une célibataire à New York        | Kurt Batner                | See Jane Date                                             |
| 2003        | Less than Perfect                 | Jake Heberling             | Shampoo                                                   |
| 2003        | Picking Up & Dropping Off         | Charlie                    | Film TV                                                   |
| 2003–2004   | Married to the Kellys             | Bob                        | Tom Makes a Friend -Double Dating                         |
| 2005        | Dr House                          | Coach Stahl                | Kids                                                      |
| 2005        | Un mariage presque parfait        | Ben Rosen                  | Confessions of an American Bride                          |
| 2005        | Monk                              | Warren Kemp                | Mr. Monk Goes to the Office                               |
| 2005        | Three Wise Guys                   | Joey                       | Film TV                                                   |
| 2006        | The Great Malones                 |                            | "Pilot"                                                   |
| 2006        | Crumbs                            | Jody Crumb / Jack Crumb    | 13 épisodes                                               |
| 2006        | Desperate Housewives              | Frank Helm                 | 3 épisodes                                                |
| 2006        | My Boys                           | Hank                       | 4 épisodes                                                |
| 2006–2007   | Big Day                           | Dr. Scott                  | "Boobzilla" "Magic Hour" "Last Chance to Marry Jane"      |
| 2007        | Bones                             | Special Agent Tim Sullivan | 4 épisodes                                                |
| 2007        | The Winner                        | Terry                      | "Glen's New Friend"                                       |
| 2007        | Shark                             | Tom Brandt                 | For Whom the Skel Rolls                                   |
| 2008        | Moonlight                         | Jason Abbott               | Click                                                     |
| 2009        | The New 20's                      | Nick                       | Court métrage TV                                          |
| 2009        | Roommates                         | David Schick               | "The Tickets" "The Old and the New"                       |
| 2009–2014   | Warehouse 13                      | Pete Lattimer              | 64 épisodes                                               |
| 2010        | Better Off Ted                    | Billy                      | Mess of a Salesman                                        |
| 2010        | Les Experts                       | Finn Thomas                | The Panty Sniffer                                         |
| 2010        | Suite 7                           | Michael                    | Good in Bed                                               |
| 2011        | Fairly Legal                      | Bobby / Chef Bo            | "Bo Me Once"                                              |
| 2011        | Warehouse 13: Of Monsters and Men | Pete Lattimer              | Warehouse 13 web tie-in                                   |
| 2011        | Love Bites                        | Scott                      | Sky High                                                  |
| 2011        | Romantically Challenged           | Damon                      | "Perry Dates His Assistant"                               |
| 2012        | Boogeyman                         | Michael Samuels            | Film TV                                                   |
| 2013        | The Mentalist                     | SFC Hawkins                | Red, White and Blue                                       |
| 2013        | Malibu Country                    | Steve                      | All You Single Ladies                                     |
| 2013        | Modern Family                     | Brandon                    | Three Dinners                                             |
| 2014        | Castle                            | Rogan O'Leary              | For Better Or Worse                                       |
| 2014        | Witches of East End               | Ronan                      | Saison 2 épisode 7 Art of Darkness                        |
| 2016        | Supergirl                         | Colonel James Harper       | Saison 1 épisode 17 La véritable histoire de J'onn J'onzz |
| depuis 2016 | Shooter                           |                            |                                                           |
| 2019        | Le Secret de Nick                 | Le père de Nick            |                                                           |